# Санта-Роза (округ)

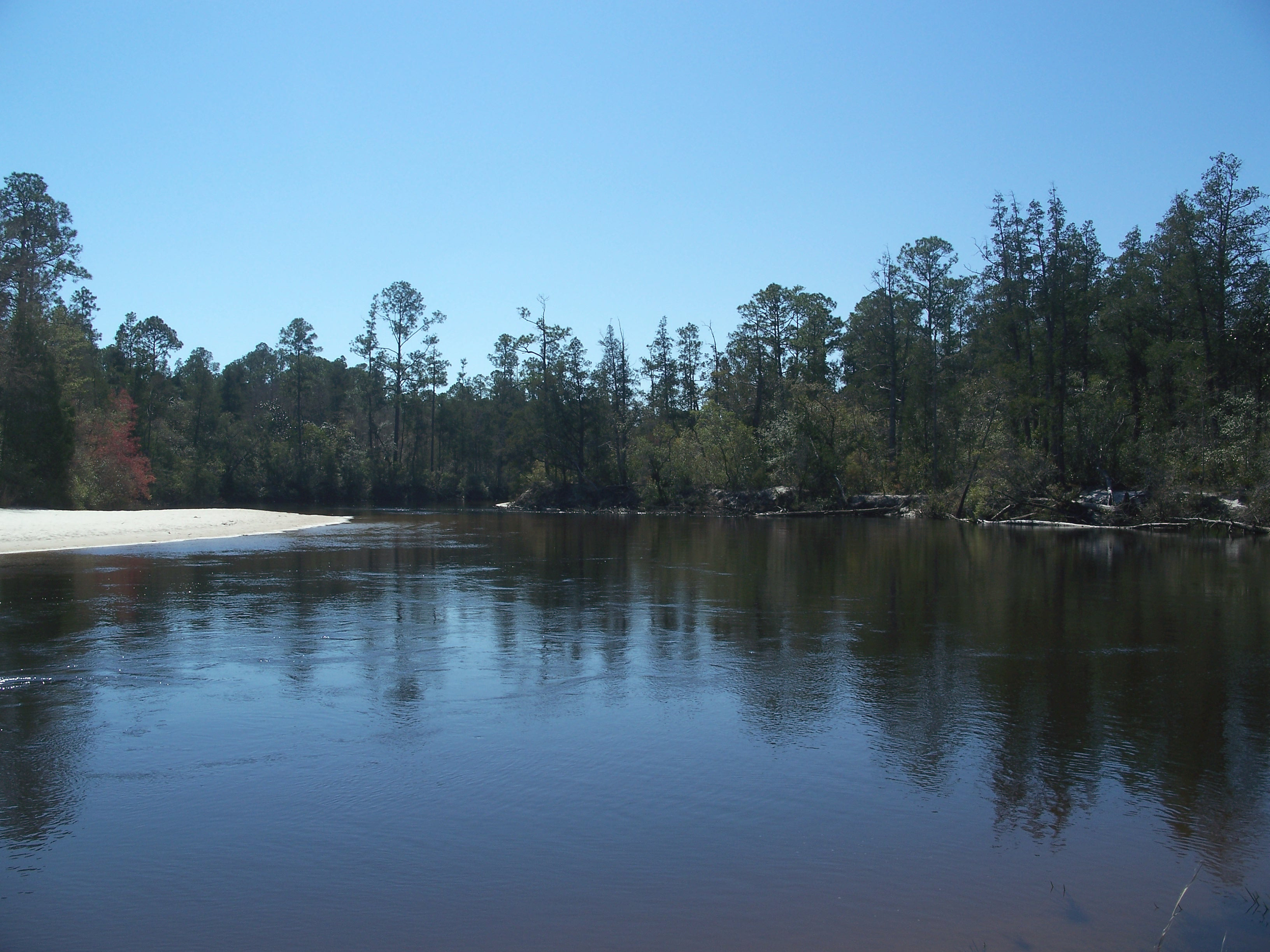
Річка Блеквотер (Чорна вода)

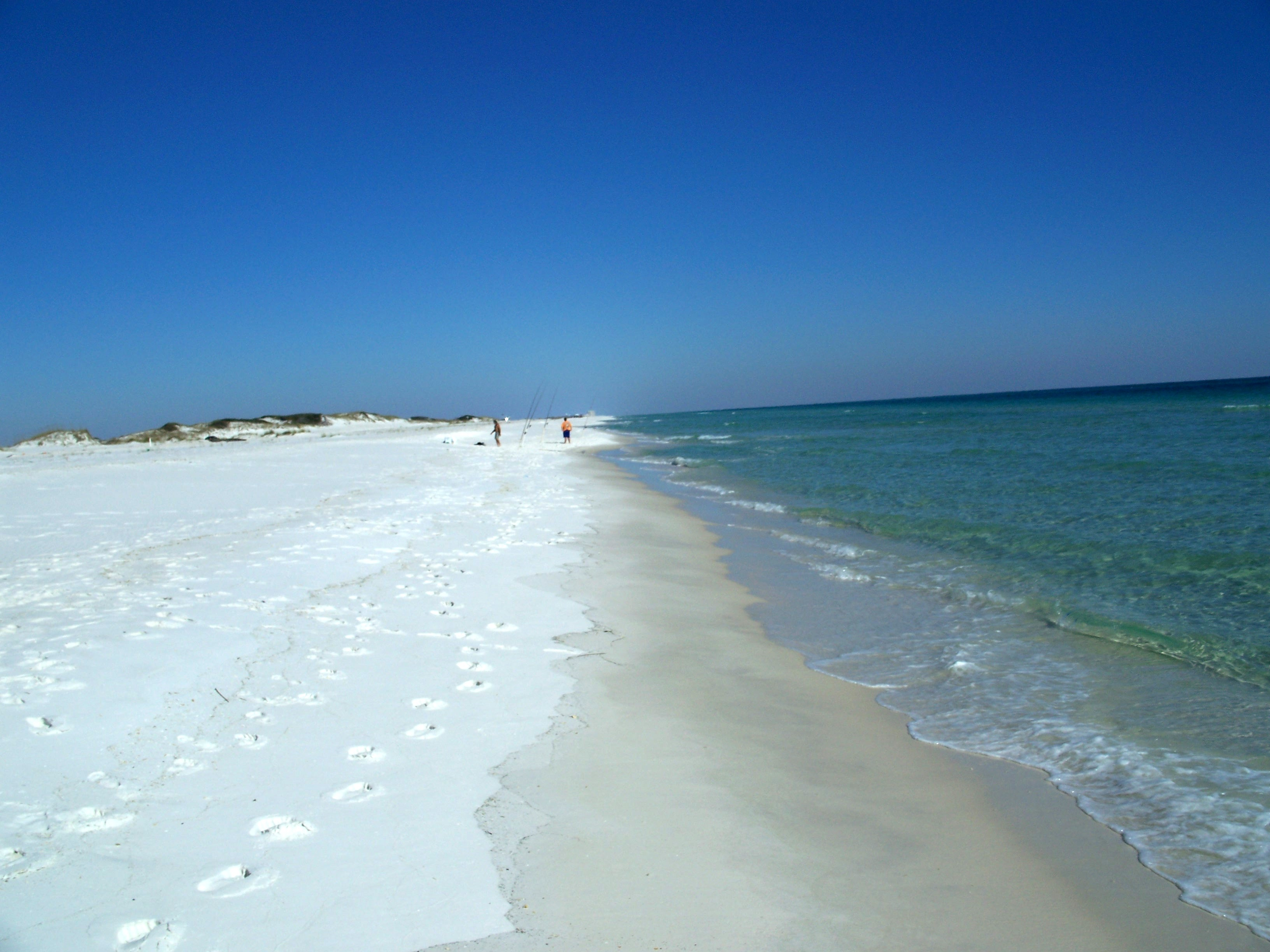
Білий пісок пляжа Наваррі

Санта-Роза — округ на північному заході штату Флорида, США. Адмінцентр — місто Мілтон.
Площа 2631 км².
Населення тисячі осіб (2009 рік). 
Округ виділений 1842 року з округу Іскамбіа.
В окрузі розташоване місто Милтон. Округ входить до агломерації Пенсакола.